# Шарантон-дю-Шер (кантон)
Шаранто́н-дю-Шер (фр. Charenton-du-Cher) — кантон во Франции, находится в регионе Центр, департамент Шер. Входит в состав округа Сент-Аман-Монтрон.
Код INSEE кантона — 1807. Всего в кантон Шарантон-дю-Шер входят 9 коммун, из них главной коммуной является Шарантон-дю-Шер.

## Коммуны кантона
| Коммуна             | Население, чел. (1999) | Почтовый индекс | Код INSEE |
| ------------------- | ---------------------- | --------------- | --------- |
| Арфёй               | 322                    | 18200           | 18013     |
| Бангон              | 254                    | 18210           | 18021     |
| Бессе-ле-Фроманталь | 325                    | 18210           | 18029     |
| Верне               | 232                    | 18210           | 18276     |
| Куст                | 475                    | 18210           | 18076     |
| Ле-Понди            | 140                    | 18210           | 18183     |
| Сен-Пьер-лез-Этьё   | 791                    | 18210           | 18231     |
| Томье               | 382                    | 18210           | 18261     |
| Шарантон-дю-Шер     | 1 096                  | 18210           | 18052     |

## Население
Население кантона на 1999 год составляло 4 017 человек.
| 1962  | 1968  | 1975  | 1982  | 1990  | 1999  | 2006 | 2007 |
| ----- | ----- | ----- | ----- | ----- | ----- | ---- | ---- |
| 4 735 | 4 932 | 4 485 | 4 138 | 4 135 | 4 017 | -    | -    |